# Just Like You (Keb' Mo')
Just Like You' è il terzo album in studio del musicista statunitense Keb' Mo', pubblicato nel 1996.
Nel 1997 il disco è stato premiato con il Grammy Award al miglior album blues contemporaneo.

## Tracce
1. That's Not Love - 4:08
2. Perpetual Blues Machine - 3:16
3. More Than One Way Home - 4:53
4. I'm on Your Side - 3:40
5. Just Like You - 3:26
6. You Can Love Yourself - 2:33
7. Dangerous Mood - 4:59
8. The Action - 3:59
9. Hand It Over - 2:55
10. Standin' at the Station - 3:13
11. Momma, Where's My Daddy? - 3:07
12. Last Fair Deal Gone Down - 3:47
13. Lullaby Baby Blues - 2:36